# Concinnia ampla
Concinnia ampla — вид сцинкоподібних ящірок родини сцинкових (Scincidae). Ендемік Австралії.

## Поширення і екологія
Concinnia ampla поширені на північному сході Квінсленду, на захід і північ від міста Маккай, від Епсома на північ до Просерпайна і національного парку Дріандер, також окрема популяція мешкає на горі Еббот. Вони живуть у вологих тропічних лісах, серед скельних виступів, каміння і коріння дерев, поблизу струмків. Зустрічаються на висоті від 200 до 900 м над рівнем моря. Ведуть денний спосіб життя, вночі сплять на скелях. Яйцеживородні.